# Briljantno črno BN
Briljantno črno BN je sintetično črno diazo barvilo. Je topen v vodi. Ima videz trdnega, finega praška ali granula. Če se uporablja kot barvilo za živila  je njegova E številka E151. Povzroča alergijske ali netolerantne reakcije, zlasti med tistimi z intoleranco za aspirin. Je histaminski oslabitelj in lahko poslabša simptome astme. Prepovedan je v Kanadi, ZDA, Danski, Belgiji, Franciji, Nemčiji, Švici, Švedski, Avstriji, Finski, Avstraliji in Japonski. Včasih je bil prepovedan na Norveškem. 